# Дарнагюль

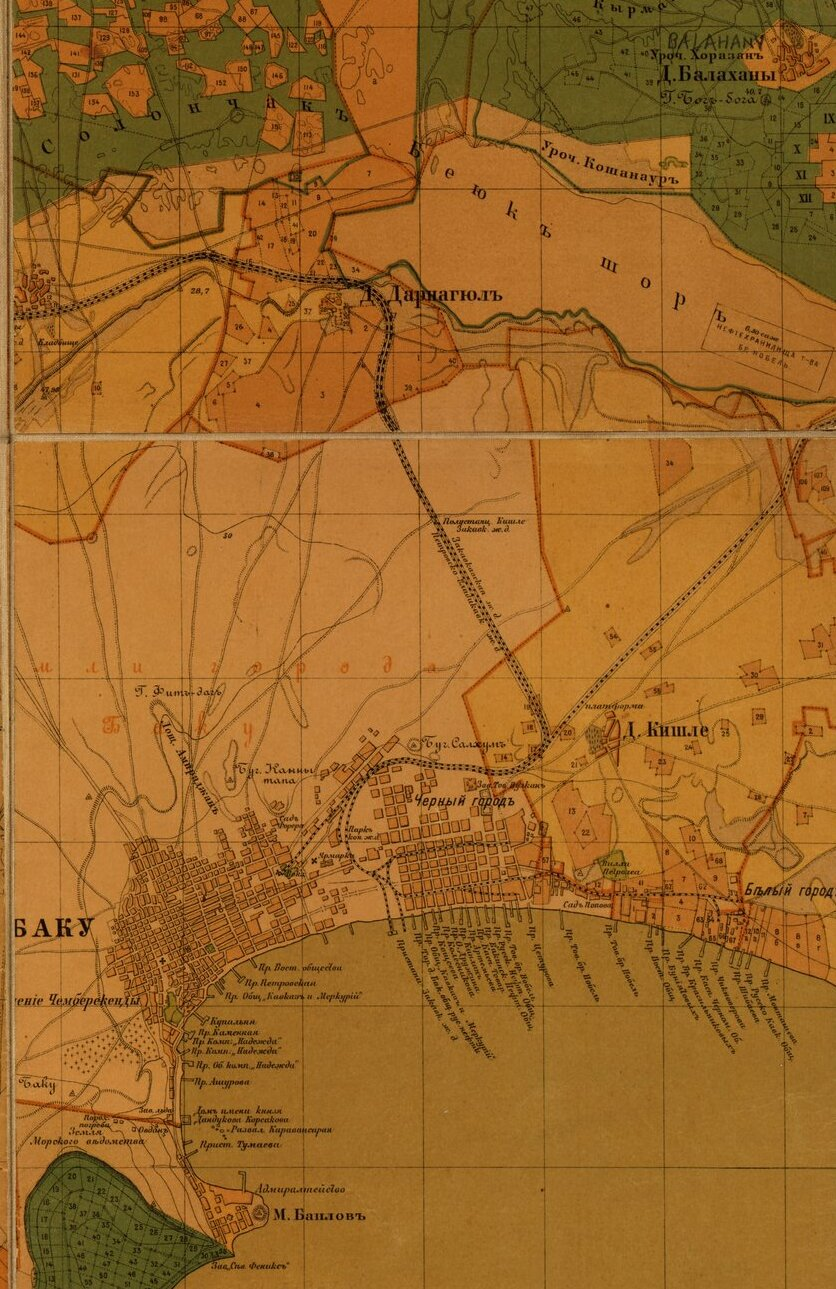
Город Баку и окрестные селения на карте 1899 г.

Дарнагю́ль (также Дарнагул, Дарин-агул, Дэрин-агул; азерб. Dərnəgül) — бывшее село, располагавшееся вблизи озера Бёюк-шор, на территории современного города Баку в Азербайджане.

## Этимология
Название села происходит из азербайджанского языка, и означает «глубокий овчарник».

## История
В селе была 1 мечеть. На территории села имелись колодцы густой чёрной нефти.

## Население
По состоянию на 1856 год, населения села Дарнагул состояло из азербайджанцев, шиитов по вероисповеданию. В 1886 году в селе проживало 84 человека, таты по национальности и шииты по вероисповеданию. В 1905 году в селе проживало 70 человек, в основном азербайджанцы. В 1908 году в селе Дарнаул проживало 85 человек, в основном азербайджанцы.